# Liste der Herrscher Eswatinis
Folgende Personen waren Oberster Häuptling oder König (Ngwenyama) oder Regentin (Ndlovukazi) des Königreichs Eswatini:

## Oberste Häuptlinge von Swasiland vor 1780
- Dlamini I.
- Mswati I.
- Ngwane II.
- Dlamini II.
- Nkosi II.
- Mavuso I.
- Magudulela
- Ludvonga I.
- Dlamini III.

## Beginn des offiziellen Königreichs Swasiland/Eswatini

### Könige und Regentinnen von Swasiland von 1780 bis 2018, seit 2018 König von Eswatini
- Ngwane III. (–1780)
- Königin Ndwandwe (Regentin) (1780)
- Zikodze (1780–1815)
- Sobhuza I. (1815–1836)
- Königin Lojiba Simelane (Regentin) (1836–1840)
- Mswati II. (1840–1868)
- Königin Thandile Ndwandwe (Regentin) (1868–1875)
- Dlamini IV. (1875–1889)
- Königin Tibati Nkambule (Regentin) (1889–1894)
- Ngwane V. (1895–1899)
- Königin Labotsibeni Mdluli (Regentin) (1899–1921)
- Sobhuza II. (1921–1982) (1968–21. August 1982)

- Königin Dzeliwe (Regentin) (1982–9. August 1983)

- Prinz Sozisa Dlamini (Regent) (9.–18. August 1983)
- Königin Ntombi (Regentin) (18. August 1983–1986)
- Mswati III. (seit 1986)

1968 wurde das Land in die Unabhängigkeit entlassen, damit wuchsen dem König neue Aufgaben zu.
Mswati III  gab dem Königreich Swasiland den neuen Namen Königreich Eswatini, seither ist er König von Eswatini.